# Dipendra Bir Bikram Shah Dev
Dipendra Bir Bikram Shah Dev (ur. 27 czerwca 1971, zm. 4 czerwca 2001) – formalny król Nepalu przez ostatnie trzy dni życia, sprawca masakry rodziny królewskiej 1 czerwca 2001.

## Życiorys
Był najstarszym synem króla Birendry i królowej Aishwaryi. Kształcił się m.in. w prestiżowej szkole angielskiej Eton College oraz na Tribhuvan University w Katmandu. Służył w królewskiej armii Nepalu, pełniąc honorowe funkcje dowódcze.
Wydarzenia z 1 czerwca 2001 pozostają niejasne. Według oficjalnej wersji następca tronu nie chciał się podporządkować decyzjom rodziców dotyczących jego przyszłego małżeństwa i w czasie obiadu otworzył do rodziny ogień z pistoletu maszynowego. Zginęło dziewięć osób, dalsze cztery zostały ranne. Dziesiątą ofiarą śmiertelną stał się sam książę Dipendra, który podjął próbę samobójczą (według innej wersji został postrzelony przez straż pałacową), ale żył jeszcze trzy dni i przez ten okres formalnie był królem Nepalu. Faktycznie pozostawał nieprzytomny, a regencję przez te dni sprawował jego stryj Gyanendra, który następnie po śmierci bratanka został kolejnym królem.
W masakrze rodziny królewskiej 1 czerwca 2001 zginęli:
- król Birendra
- królowa Aishwarya
- książę Nirajan, brat Dipendry
- księżniczka Shruti, ciężarna, siostra Dipendry
- książę Dhirendra, młodszy brat króla Birendry (formalnie nie używał tytułu książęcego)
- księżniczka Jayanti, kuzynka Birendry
- księżniczka Shanti, siostra Birendry
- księżniczka Sharada, siostra Birendry
- Kumar Khadga, mąż księżniczki Sharady (w wyniku wstrząsu psychicznego na wiadomość o wydarzeniach zmarła matka Kumara Khadgy, Bodh Kumari Shah)

Ranni zostali:
- księżniczka Shova, siostra Birendry
- Kumar Gorakh, mąż księżniczki Shruti
- księżna Komal, żona księcia Gyanendry (późniejszego króla)
- Ketaki Singh, kuzynka króla Birendry